# Wilhelm Busch
Wilhelm Busch (Wiedensahl, 15 de abril de 1832-Mechtshausen, 9 de enero de 1908) fue un caricaturista, pintor y poeta alemán, conocido principalmente por sus historietas satíricas, escritas en verso, como Max und Moritz. Fue figura decisiva para el desarrollo del cómic estadounidense, aún más que Rodolphe Töpffer.

## Biografía
Nació en 1832 en Wiedensahl. Wilhelm Busch (vilhɛlm bʋʃ) procedía de una familia de comerciantes, era el mayor de siete hermanos. A partir de 1841 tiene que vivir con su tío Georg Kleine, cura, ya que en su casa no hay lugar para todos. Su tío se dedicaba a su formación. 

En 1847 hace la prueba de bachillerato, cuatro años después, en 1851, ingresa a la Academia de las Bellas Artes y en 1852 a la Real Academia de las Bellas Artes en Amberes. Las obras de los pintores flamencos del siglo XVI y XVII tuvieron gran influencia en él. Tras enfermar de tifus en 1853 regresa a su casa, luego de recuperarse de la enfermedad empieza a coleccionar sagas, cuentos y canciones populares para ilustrarlas. Al año siguiente se va a la Academia de Bellas Artes de Múnich. 

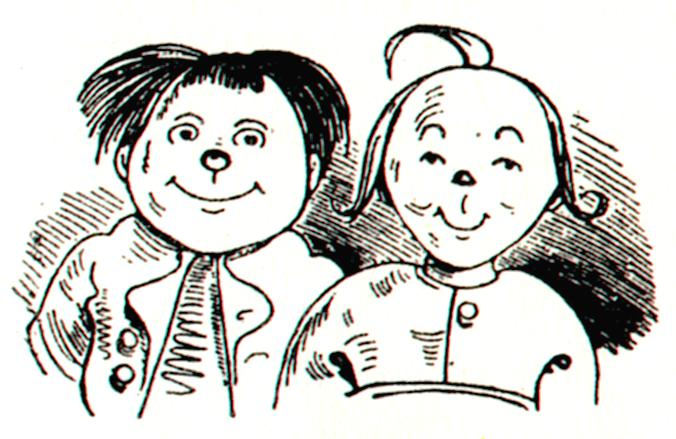
Max y Moritz, por Wilhelm Busch.

En 1859, empezó a colaborar con el periódico satírico Fliegende Blätter, y el Münchner Bilderbogen que Kaspar Braun había fundado en 1844. Allí publicará Max y Moritz en 1865, a los que le siguen en los años siguientes otras obras. En 1884 publica su última obra Maler Klecksel. En 1878 regresa a su ciudad natal y vive con su hermana Fanny, haciéndose cargo de los tres hijos de ella, y en 1898 se muda con su hermana a la casa de su sobrino Otto Nöldeke, que es cura. Allí se publicaron sus poesías de Sein und Schein y Zu guter Letzt.
Sufrió varios envenenamientos por nicotina durante su vida. Antes de su muerte ordenó la destrucción completa de su correspondencia privada. Wilhelm Busch murió en 1908 de insuficiencia cardíaca. En su autobiografía relata cómo veía la vida. Después de su muerte se publicaron su colección de poesía Sein und Schein (1909) y en 1910 la obra Ut ôler Welt (una colección de canciones, sagas y cuentos) además encontraron más de 1000 óleos pintados por él.

## Obras principales
Entre las obras más destacadas está Max y Moritz. Esta obra es la más traducida del autor y se encuentra en más de 90 idiomas, entre ellos el español, latín, francés, hebreo, y más 60 dialectos como el bávaro, bajo alemán, berlinés para citar algunos. Su primera traducción se hizo en 1866 al danés, luego le siguió en 1871 la traducción al inglés, ya en 1887 hubo una traducción al japonés y hoy podemos leer la versión de sus travesuras en chino. Después le siguen Die fromme Helene, y Hans Huckebein der Unglücksrabe. En la poesía la obra más importante es Die Kritik des Herzens.

### Obras ilustradas y caricaturas

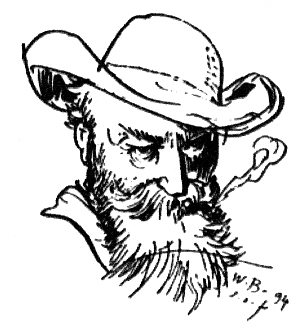
Autorretrato.

Sus caricaturas tan exageradas y expresivas eran precursoras de la tira cómica. Eso se puede apreciar muy bien en su caricatura Der Virtuose y en Die Rache des Elefanten por su exageración.

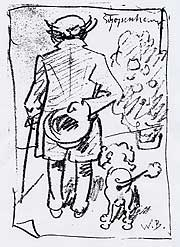
Arthur Schopenhauer caricaturizado por Wilhelm Busch

Sus caricaturas tenían un mensaje crítico social. Las caricaturas, por sus rasgos exagerados, hacen reír al lector pese a la gravedad de la situación. Los temas son muy diversos; en Max y Moritz (1865) el lema es: te adaptas a la sociedad o la sociedad acaba contigo; en Die fromme Helene (1872) el autor expone con un humor negro la forma de ser de la gente creyente; en Fipps der Affe (1879) Wilhelm Busch convierte al mono en un ser con dotes humanas; Balduin Bählamm und der verhinderte Dichter (1883) es una obra donde se critica la burguesía; y en Maler Klecksel (1884) se narran los problemas de un artista. Su crítica iba tan lejos que incluso criticaba a la iglesia, lo que le costó en Alemania, la prohibición de publicar su obra Der Heilige Antonius von Padua (1870) por blasfemia. La obra se publicó 6 años después. En Austria esta prohibición duró 37 años. En sus historietas más cortas refleja las virtudes y los defectos del ser humano, por ejemplo el valor de la mujer, en Die Kühne Müllerstochter, la educación en Das Bad am Samstagabend, la convivencia en Ein grausamer Hauswirt, Der hinterlistige Heinrich. Todas sus obras tienen un trasfondo educativo.

### Poesías, sagas y cuentos
Sus poesías tienen un sentido filosófico con moralejas. En sus poesías Die Affen, Pst, Zu gut gelebt, Lache nicht, compara, por una parte, al ser humano con los animales y sus temas entre otros es la tolerancia. En su obra Ut ôler Welt podemos contemplar sagas, cuentos y canciones para niños como Die beiden Schwestern (Las dos hermanas) y Die Bremer Stadtmusikanten (Los músicos de Bremen), también historias de la vida cotidiana  como en Die Weiber, welche hexen können, müssen es ihren Kindern lehren.

### Obras principales del autor
- 1865 Max und Moritz
- 1870 Hans Huckebein
- 1872 Die fromme Helene
- 1874 Die Kritik des Herzens
- 1879 Fipps der Affe
- 1884 Maler Klecksel
- 1909 Schein und Sein (poesías, sin ilustración)
- Zu guter Letzt (poesías, sin ilustración)

### Historias ilustradas cortas (resumen)
- Das Pusterohr
- Das Rabennest
- Das warme Bad
- Der Lohn des Fleißes
- Die Brille
- Die Entführung aus dem Serail
- Die Fliege
- Die Strafe der Faulheit
- Diogenes und die bösen Buben von Korinth
- Wie man Napoliums macht

### Traducciones recientes
- Max y Moritz y otras historias, Ediciones de la Torre, 2007, ISBN 978-84-7960-381-6
- Max y Moritz: una historieta en siete travesuras, Impedimenta, ISBN 978-84-15130-95-6

## Legado
En 1870, cuando ya se dedicaba exclusivamente a escribir e ilustrar libros, su más célebre historieta apareció por primera vez en volumen en Estados Unidos (traducida por Charles Timoty Brooks). Para Oscar Masotta, las fechas indican efectivamente hasta qué punto Dirks se inspiró efectivamente en Max und Moritz cuando crea sus Katzenjammers.